# 德累斯頓 (北達科他州)
德累斯頓（英語：Dresden）是位於美國北達科他州卡弗利爾縣的非建制地區。

## 歷史
德累斯頓的郵局於1897年設立，其後於1975年停運。

## 地理
德累斯頓所處的海拔為高於海平面482米（即1581英呎），而該地所採用的時區為UTC-6，即北美中部时区（CST）。同時該地設有夏令時間，為UTC-6調快一小時，即UTC-5（CDT）。